# Джовани Джироламо Саволдо
Вижте пояснителната страница за други личности с името Джовани.
Джовани Джироламо Саволдо (на италиански: Giovanni Gerolamo Savoldo) е италиански живописец от епохата на Късния Ренесанс.
Представител е на Брешката школа. Като художник е под влиянието на Джорджоне и Тициан.